# Никифоров, Александр Исаакович
Алекса́ндр Исаа́кович Ники́форов (родился 21 (9) июня 1893 года, Санкт-Петербург, Российская империя — погиб 21 апреля 1942 года, Ленинград, РСФСР, СССР) — советский филолог, этнограф, фольклорист и педагог. Профессор Ленинградского педагогического института (1936).

## Биография
Александр Никифоров родился в 1893 году в Санкт-Петербурге. В 1917 году окончил Петроградский университет. С 1919 года вёл практические занятия по литературоведению в Казанском высшем педагогическом институте, в 1930—1936 годах преподавал в Ленинградской промакадемии. В 1922—1930 годах вёл научную работу в сотрудничестве с НИИ сравнительного изучения литературы и языков Запада и Востока при ленинградском университете, Толстовским музеем, Институтом истории искусств и Институтом речевой культуры. В 1936 году стал профессором Ленинградского педагогического института, где вёл курсы фольклора, древнерусской литературы и палеографии.
Записывал сказки по «стационарному методу сплошной записи», заселяясь в деревню и записывая рассказы тех, кто знает сказки. Одновременно с Владимиром Проппом, или чуть раньше, и независимо от него пришёл к мысли о том, что необходимо изучать морфологическую структуру сказки. С 1920 года книги Никифорова стали издаваться. За свою жизнь сделал множество записей фольклора, которые были частично опубликованы в 1961 году в книге «Северно-русские сказки в записях А. И. Никифорова». Является автором статей «К вопросу о морфологическом изучении народной сказки» 1928 года и «Сказка, её бытование и носители» 1930 года, а также трудов по западно-европейскому фольклору, текстологии, палеографии и другим темам. Издал записи Александра Гильфердинга. В книге «Этнография в школе», вышедшей в 1926 году, а также ряде отдельных статей в педагогических изданиях, с опорой на высказывавшиеся в XIX—XX веках идеи о возможности соединения обучения родному языку с наблюдениями над живой речью, выдвинул идею этнографического метода в педагогике, сближающего научные знания с жизненными впечатлениями и народными представлениями, что должно служить творческому отношению учащихся к окружающему миру, развивать наблюдательность и культуру мышления.
Погиб в 1942 году в Ленинграде во время блокады.

## Основные публикации
- Музей и рукопись. Казань, 1920.
- Русские повести, легенды и поверья о картофеле//Известия Общества истории, археологии и этнографии при Казанском университете. 1922. Вып. 2, т. 1.
- Апокриф о Макарии Римском в славяно-русской письменности//Известия Общества истории, археологии и этнографии при Казанском университете. 1922. Вып. 2, т. 2.
- К вопросу о морфологическом изучении народной сказки//Сборник отдела русского языка и словесности АН СССР, Т. CI, № 3, 1928.
- Народная детская сказка драматического жанра. Л., 1928.
- Сказка, её бытование и носители. Л., 1930.
- Важнейшие стилевые линии в тексте северной русской сказки. Прага, 1934.
- Севернорусские сказки в записях А. И. Никифорова. Подг. изд. и предисл. В. Я. Проппа. M.; Л., 1961.
- Сказка и сказочник / А. И. Никифоров; сост., вступ. ст. Е. А. Костюхин. Москва: Фонд поддержки экономического развития стран СНГ, 2008.
- Победитель змея. Из северно-русских сказок: 15 сказок в записи А. И. Никифорова / А. И. Никифоров; авт. предисл. А. В. Козьмин. Москва: Фонд поддержки экономического развития стран СНГ, 2008.
- Русские заветные сказки /А. Н. Афанасьев; Статьи А. И. Никифорова, Ф. С. Капицы. Москва: Ирбис, 1991[5].